# دريد أحمد درغام
دريد أحمد درغام هو حاكم “مصرف سورية المركزي” منذ يوليو (تموز) 2016 وحتّى عام 2018. وُلد عام 1964 بلدة الدريكيش، وهو حاصلٌ على البكالوريوس في الإقتصاد من جامعة دمشق وعلى الدكتوراه من فرنسا
عند عودته من فرنسا كلف برئاسة لجنة تعيين المدراء العامين في سوريا،شغل منصب مدير عام “المصرف التجاري السوري”، ومدير “مصرف التسليف الشعبي” من العام 2003 ولغاية العام 2011، وكان رئيساً لقسم العلوم المالية والمصرفية بالمعهد العالي لإدارة الأعمال “HIBA”، ومدرساً في “كلية الاقتصاد” بـ”جامعة دمشق”.